# Aeroportul Roland-Désourdy
Aeroportul Roland-Désourdy (IATA: ZBM, ICAO: CZBM) este un aeroport din Bromont⁠(d), Brome-Missisquoi⁠(d), Estrie⁠(d), Provincia Québec, Canada ce deservește zona Bromont⁠(d). Aeroportul a fost tranzitat în 2015 de 0 pasageri.
Situat la o altitudine de 114 m, aeroportul dispune de o singură pistă.